# Censimento degli Stati Uniti d'America del 2000

Logo scelto dall'ufficio del censimento

Il censimento degli Stati Uniti d'America del 2000 è stato il ventiduesimo censimento degli Stati Uniti d'America. Il censimento è stato condotto dall'ufficio del censimento degli Stati Uniti d'America, che ha determinato la popolazione residente negli Stati Uniti d'America al 1º aprile 2000 in 281421906 abitanti, con una crescita del 13,2% rispetto ai 248709873 determinati in occasione dell'ultimo censimento del 1990.
Circa il 16% delle famiglie ricevette il censimento in "forma estesa", cioè con un contenuto di oltre 100 domande; si è trattato dell'ultimo censimento ad essere condotto in "forma estesa", in quanto i successivi, a partire da quello del 2010, si sarebbero tenuti sono in forma abbreviata, con le domande più dettagliate sostituite dal nuovo American Community Survey.
Si è trattato del primo censimento in cui uno stato, la California, ha registrato una popolazione di oltre 30 milioni di persone, e il primo in cui due stati (California e Texas) hanno registrato popolazioni di oltre 20 milioni.

## Scopo

### Rappresentanza

Attribuzione dei distretti congressuali a seguito del censimento del 2000

I risultati del censimento del 2000 hanno determinato il numero di seggi che ogni stato conta alla Camera dei rappresentanti, e di conseguenza anche il numero di elettori di ogni stato al Collegio elettorale per le elezioni dal 2002 al 2012.
L'ufficio del censimento ha annunciato le cifre per la redistribuzione dei distretti; 18 stati hanno modificato il numero dei seggi congressuali:
- New York e Pennsylvania hanno perso due seggi ciascuno
- Connecticut, Illinois, Indiana, Michigan, Mississippi, Ohio, Oklahoma e Wisconsin hanno perso un seggio ciascuno
- California, Carolina del Nord, Colorado e Nevada hanno ottenuto un seggio in più ciascuno
- Florida, Georgia, Nuovo Messico e Texas hanno ottenuto due seggi in più

## Popolazione degli stati

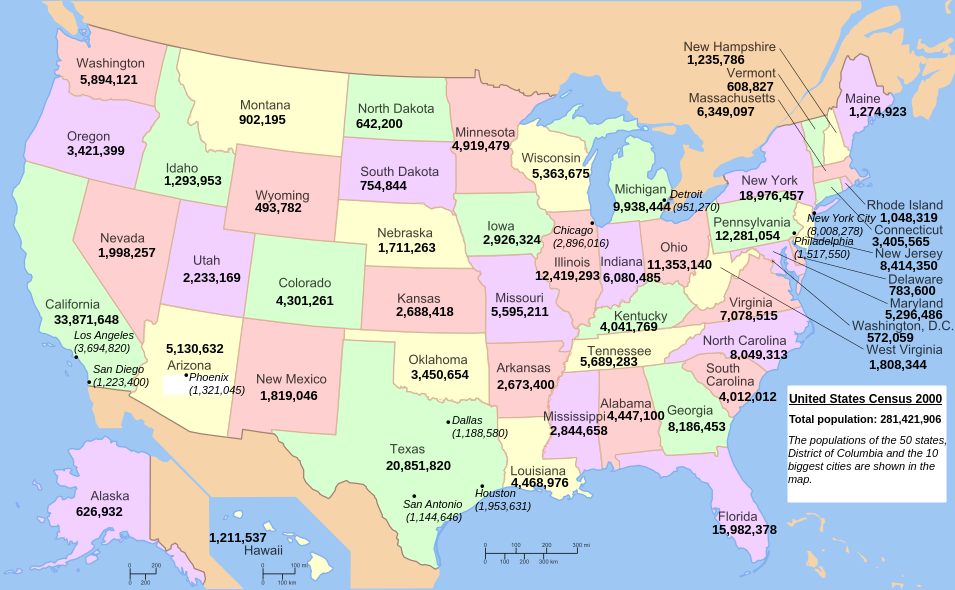
Popolazione registrata nel censimento del 2000

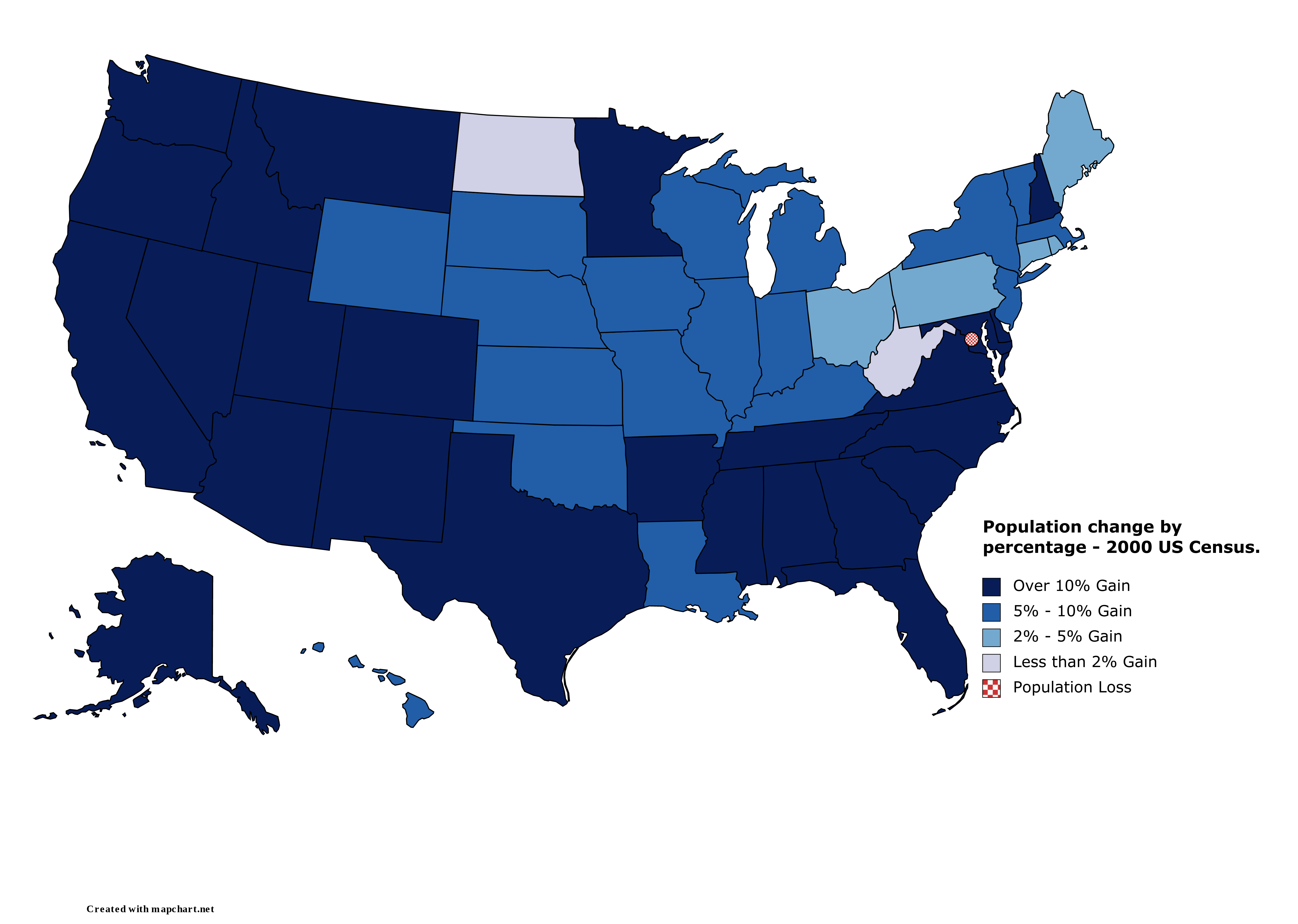
Variazione di popolazione negli stati dal 1990 al 2000

| Posizione/ variazione | Posizione/ variazione | Stato                 | Popolazione (2000) | Popolazione (1990) | Variazione | % variazione |
| --------------------- | --------------------- | --------------------- | ------------------ | ------------------ | ---------- | ------------ |
| 1                     | Stabile               | California            | 33871648           | 29760021           | 4111627    | 13,8%        |
| 2                     | 1                     | Texas                 | 20851820           | 16986510           | 3865510    | 22,8%        |
| 3                     | 1                     | New York              | 18976457           | 17990455           | 986002     | 5,5%         |
| 4                     | Stabile               | Florida               | 15982378           | 12937926           | 3044452    | 23,5%        |
| 5                     | 1                     | Illinois              | 12419293           | 11430602           | 988691     | 8,6%         |
| 6                     | 1                     | Pennsylvania          | 12281054           | 11881643           | 399411     | 3,4%         |
| 7                     | Stabile               | Ohio                  | 11353140           | 10847115           | 506025     | 4,7%         |
| 8                     | Stabile               | Michigan              | 9938444            | 9295297            | 643147     | 6,9%         |
| 9                     | Stabile               | New Jersey            | 8791894            | 7730188            | 684162     | 8,9%         |
| 10                    | 1                     | Georgia               | 8186453            | 6478216            | 1708237    | 26,4%        |
| 11                    | 1                     | Carolina del Nord     | 8049313            | 6628637            | 1420676    | 21,4%        |
| 12                    | Stabile               | Virginia              | 7078515            | 6187358            | 891157     | 14,4%        |
| 13                    | Stabile               | Massachusetts         | 6349097            | 6016425            | 332672     | 5,5%         |
| 14                    | Stabile               | Indiana               | 6080485            | 5544159            | 536326     | 9,7%         |
| 15                    | 3                     | Washington            | 5894121            | 4866692            | 1027429    | 21,1%        |
| 16                    | 1                     | Tennessee             | 5689283            | 4877185            | 812098     | 16,7%        |
| 17                    | 2                     | Missouri              | 5595211            | 5117073            | 478138     | 9,3%         |
| 18                    | 2                     | Wisconsin             | 5363675            | 4891769            | 471906     | 9,6%         |
| 19                    | Stabile               | Maryland              | 5296486            | 4781468            | 515018     | 9,8%         |
| 20                    | 4                     | Arizona               | 5130632            | 3665228            | 1465404    | 40,0%        |
| 21                    | 1                     | Minnesota             | 4919479            | 4375099            | 544380     | 12,4%        |
| 22                    | 1                     | Louisiana             | 4468976            | 4219973            | 249003     | 5,9%         |
| 23                    | 1                     | Alabama               | 4447100            | 4040587            | 406513     | 10,1%        |
| 24                    | 2                     | Colorado              | 4301261            | 3294394            | 1006867    | 30,6%        |
| 25                    | 2                     | Kentucky              | 4041769            | 3685296            | 356473     | 9,7%         |
| 26                    | 1                     | Carolina del Sud      | 4012               | 3486703            | 525309     | 15,1%        |
| 27                    | 1                     | Oklahoma              | 3450654            | 3145585            | 305069     | 9,7%         |
| 28                    | 1                     | Oregon                | 3421399            | 2842321            | 579078     | 20,4%        |
| 29                    | 2                     | Connecticut           | 3405565            | 3287116            | 118449     | 3,6%         |
| 30                    | Stabile               | Iowa                  | 2926324            | 2776755            | 149569     | 5,4%         |
| 31                    | Stabile               | Mississippi           | 2844658            | 2573216            | 271442     | 10,5%        |
| 32                    | Stabile               | Kansas                | 2688418            | 2477574            | 210844     | 8,5%         |
| 33                    | Stabile               | Arkansas              | 2673400            | 2350725            | 322675     | 13,7%        |
| 34                    | 1                     | Utah                  | 2233169            | 1722850            | 510319     | 29,6%        |
| 35                    | 4                     | Nevada                | 1998257            | 1201833            | 796424     | 66,3%        |
| 36                    | 1                     | Nuovo Messico         | 1819046            | 1515069            | 303977     | 20,1%        |
| 37                    | 3                     | Virginia Occidentale  | 1808344            | 1793477            | 14867      | 0,8%         |
| 38                    | 2                     | Nebraska              | 1711263            | 1578385            | 132878     | 8,4%         |
| 39                    | 3                     | Idaho                 | 1293953            | 1006749            | 287204     | 28,5%        |
| 40                    | 2                     | Maine                 | 1274923            | 1227928            | 46995      | 3,8%         |
| 41                    | 1                     | New Hampshire         | 1235786            | 1109252            | 126534     | 11,4%        |
| 42                    | 1                     | Hawaii                | 1211537            | 1108229            | 103308     | 9,3%         |
| 43                    | Stabile               | Rhode Island          | 1048319            | 1003464            | 44855      | 4,5%         |
| 44                    | Stabile               | Montana               | 902195             | 799065             | 103130     | 12,9%        |
| 45                    | 1                     | Delaware              | 783600             | 666168             | 117432     | 17,6%        |
| 46                    | 1                     | Dakota del Sud        | 754844             | 696004             | 58840      | 8,5%         |
| 47                    | Stabile               | Dakota del Nord       | 642200             | 638800             | 3400       | 0,5%         |
| 48                    | 1                     | Alaska                | 626932             | 550043             | 76889      | 14,0%        |
| 49                    | 1                     | Vermont               | 608827             | 562758             | 46069      | 8,2%         |
| —                     | —                     | Distretto di Columbia | 572059             | 606900             | −34841     | -5,7%        |
| 50                    | Stabile               | Wyoming               | 493782             | 453588             | 40194      | 8,9%         |
|                       |                       | Stati Uniti           | 281421906          | 248709873          | 32712033   | 13,2%        |

## Città
| Città       | Stato        | Popolazione | Regione  |
| ----------- | ------------ | ----------- | -------- |
| New York    | New York     | 8008278     | Nord-est |
| Los Angeles | California   | 3694820     | Ovest    |
| Chicago     | Illinois     | 2896016     | Midwest  |
| Houston     | Texas        | 1953631     | Sud      |
| Filadelfia  | Pennsylvania | 1517550     | Nord-est |
| Phoenix     | Arizona      | 1321045     | Ovest    |
| San Diego   | California   | 1223400     | Ovest    |
| Dallas      | Texas        | 1188580     | Sud      |

## Controversia sullo Utah
Dopo la pubblicazione dei risultati del censimento, lo Utah contestò i risultati: lo stato era molto vicino a ottenere un quarto seggio al Congresso, ma per 857 persone non riuscì ad ottenerlo, e questo fu assegnato alla Carolina del Nord. Il margine fu poi ridotto a 80 persone, dopo che il governo federale scoprì di aver sovrastimato la popolazione della Carolina del Nord di 2673 residenti. L'Ufficio del censimento aveva conteggiato i membri dell'esercito e altri dipendenti civili federali in servizio all'estero come residenti del loro stato di origine, ma non aveva conteggiato le altre persone residenti al di fuori degli Stati Uniti. Lo Utah sostenne che le persone che viaggiavano all'estero come missionari religiosi avrebbero dovuto essere conteggiate come residenti e che la mancata osservanza di tale requisito aveva sottostimato il numero dei mormoni: quasi la metà di tutti i missionari mormoni, oltre 11000 persone, proveniva dallo Utah, mentre solo 102 provenivano dalla Carolina del Nord. Se questa modalità di conteggio fosse cambiata, lo Utah avrebbe ricevuto un seggio aggiuntivo al posto della Carolina del Nord. Il 26 novembre 2002, la Corte Suprema confermò la sentenza del tribunale di grado inferiore che aveva respinto i tentativi dello Utah di far conteggiare i missionari mormoni.
Lo stato dello Utah diede inizio ad un'altra causa, sostenendo che i metodi statistici utilizzati per calcolare la popolazione statale erano impropri e lo avevano penalizzato dal punto di vista dell'attribuzione dei seggi. L'Ufficio del censimento utilizza un metodo chiamato imputazione per assegnare un numero di residenti a indirizzi in cui i residenti non sono raggiungibili dopo molteplici tentativi. Mentre a livello nazionale il metodo di imputazione aveva raggiunto lo 0,4% alla popolazione, nello Utah il tasso era dello 0,2%. Lo stato contestò che l'uso dell'imputazione violava il Census Act del 1957 e che violava anche il requisito costituzionale di cui all'Articolo I, Sezione 2, che prevede l'utilizzo di un "censimento effettivo" per la ripartizione dei seggi. Questo caso, Utah contro Evans, arrivò alla Corte Suprema, ma lo Utah fu nuovamente sconfitto.